# Henry Lee de Ditchley
Henry Lee (mars 1533 - 12 février 1611), de Ditchley, est champion de la reine et maître des armureries sous la reine Élisabeth Ire d'Angleterre.

## Famille

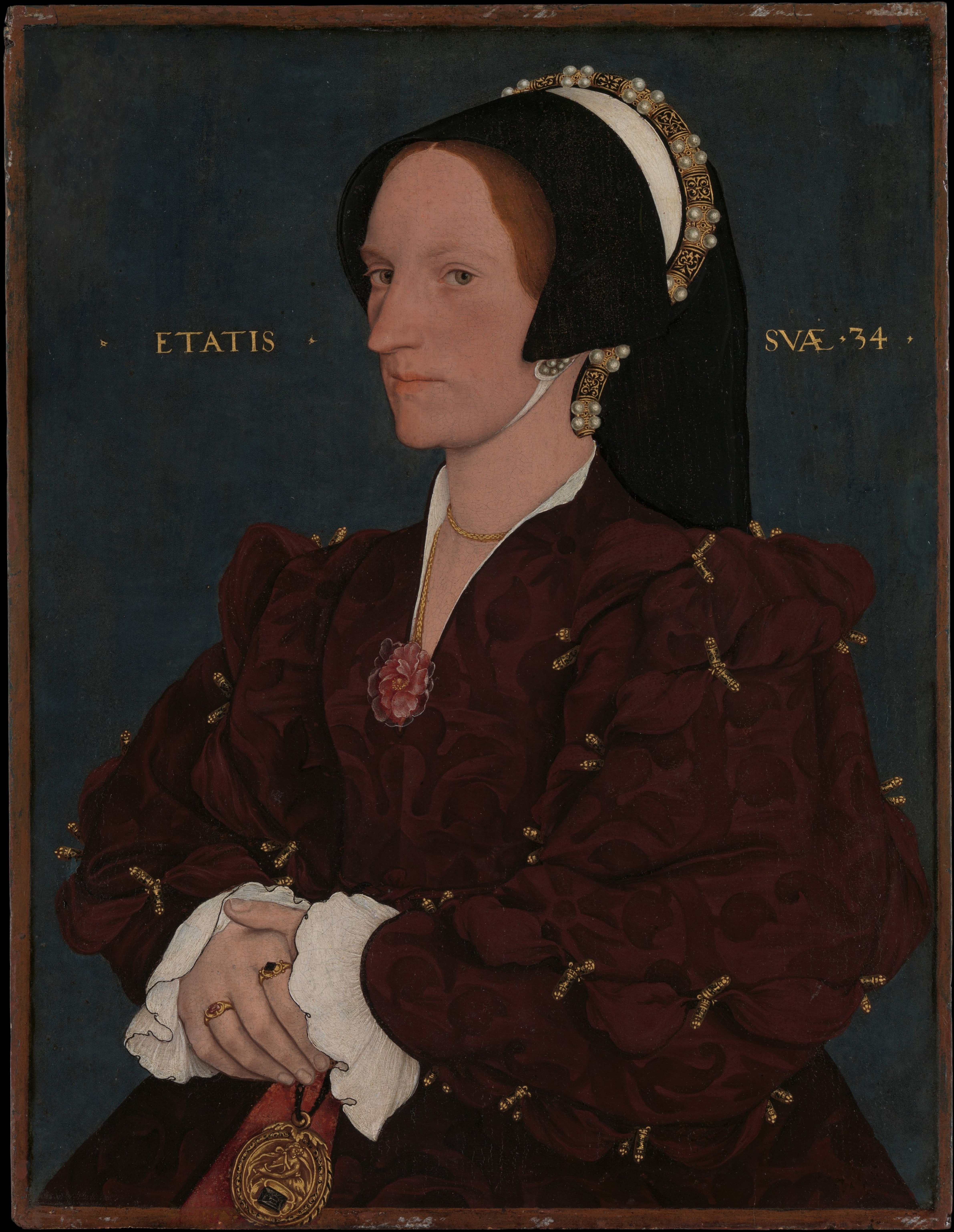
Margaret Wyatt, par Hans Holbein

Henry Lee, né dans le Kent en mars 1533, est le petit-fils de Robert Lee (d.1539), et le fils aîné d'Anthony Lee (en) (d.1549) de Quarrendon, Buckinghamshire, et de sa première épouse, Margaret Wyatt, fille d'Henry Wyatt de Allington Castle, Kent et sœur du poète Thomas Wyatt. Lee a trois frères cadets, Robert Lee (mort vers 1598), Thomas Lee et Cromwell Lee (mort en 1601), qui ont compilé un dictionnaire italien-anglais,,,,. Lee a aussi un demi-frère illégitime, Richard Lee (d.1608).

## Carrière
Lee devient le champion de la reine Élisabeth Ire en 1570 et est nommé maître de l'armurerie en 1580, un poste qu'il occupe jusqu'à sa mort. En tant que champion de la reine, Lee conçoit les "inclinaisons du jour de l'adhésion" qui ont lieu chaque année le 17 novembre, le plus important festival de la cour élisabéthaine des années 1580. Il prend sa retraite en tant que champion de la reine en 1590, et les poèmes « His Golden Locks » de George Peele et « Time's Eldest Son » sont mis en musique par John Dowland et interprétés lors du somptueux concours de retraite. Il est fait chevalier de l'Ordre de la Jarretière en 1597 et fonde l'Aylesbury Grammar School en 1598.
Il est député du Parlement d'Angleterre pour le Buckinghamshire en 1558, 1559, 1571 et 1572.

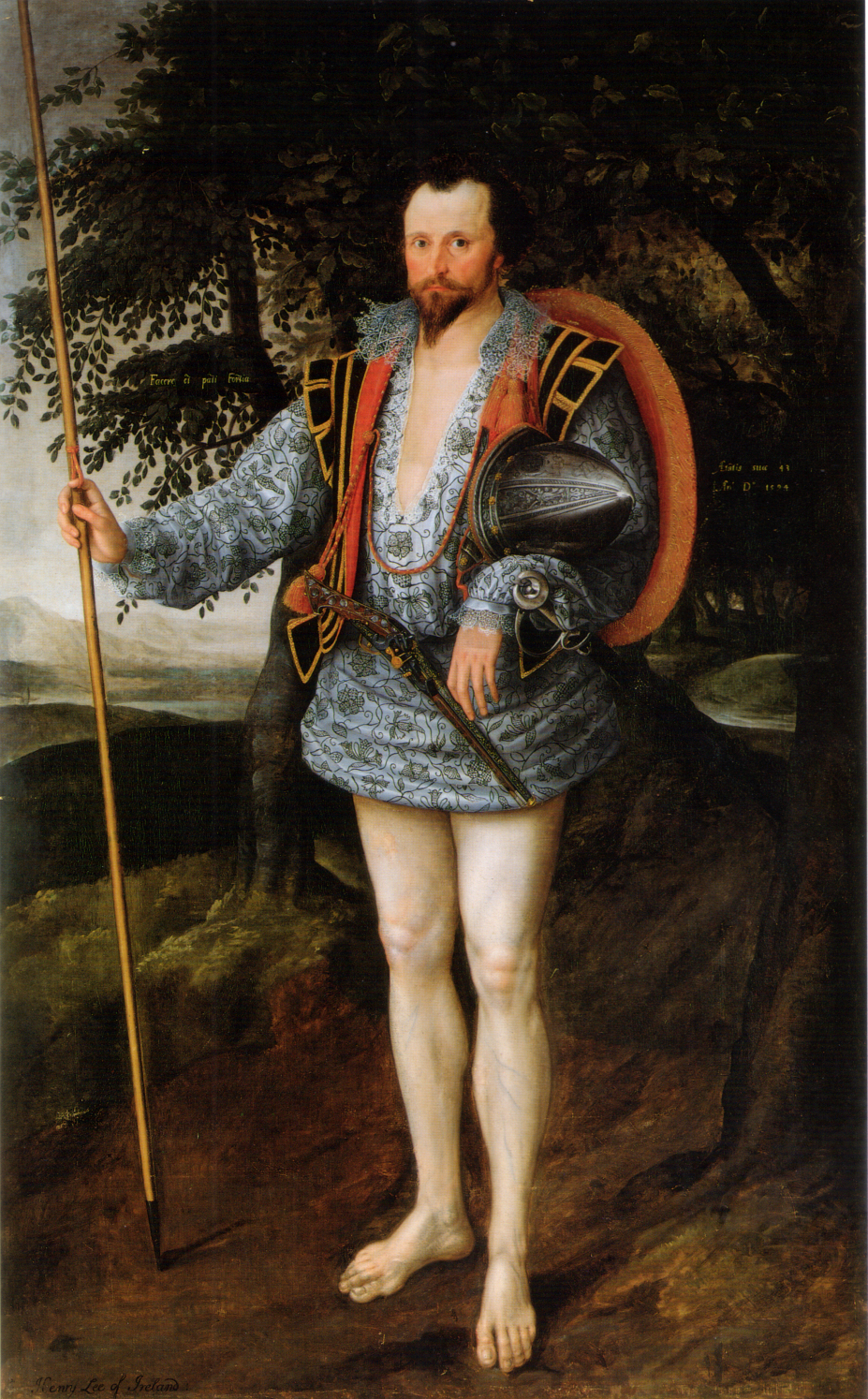
Capitaine Thomas Lee par Marcus Gheeraerts

Lee construit un domaine à Ditchley dans l'Oxfordshire, à partir de 1583. Il commande le "portrait Ditchley" de la reine, qui la montre debout sur une carte des îles britanniques, arpentant ses dominions ; un pied repose près de Ditchley Park dans l'Oxfordshire, pour commémorer sa visite à Henry Lee là-bas. Il refuse de recevoir son monarque une deuxième fois, en raison de la dépense.

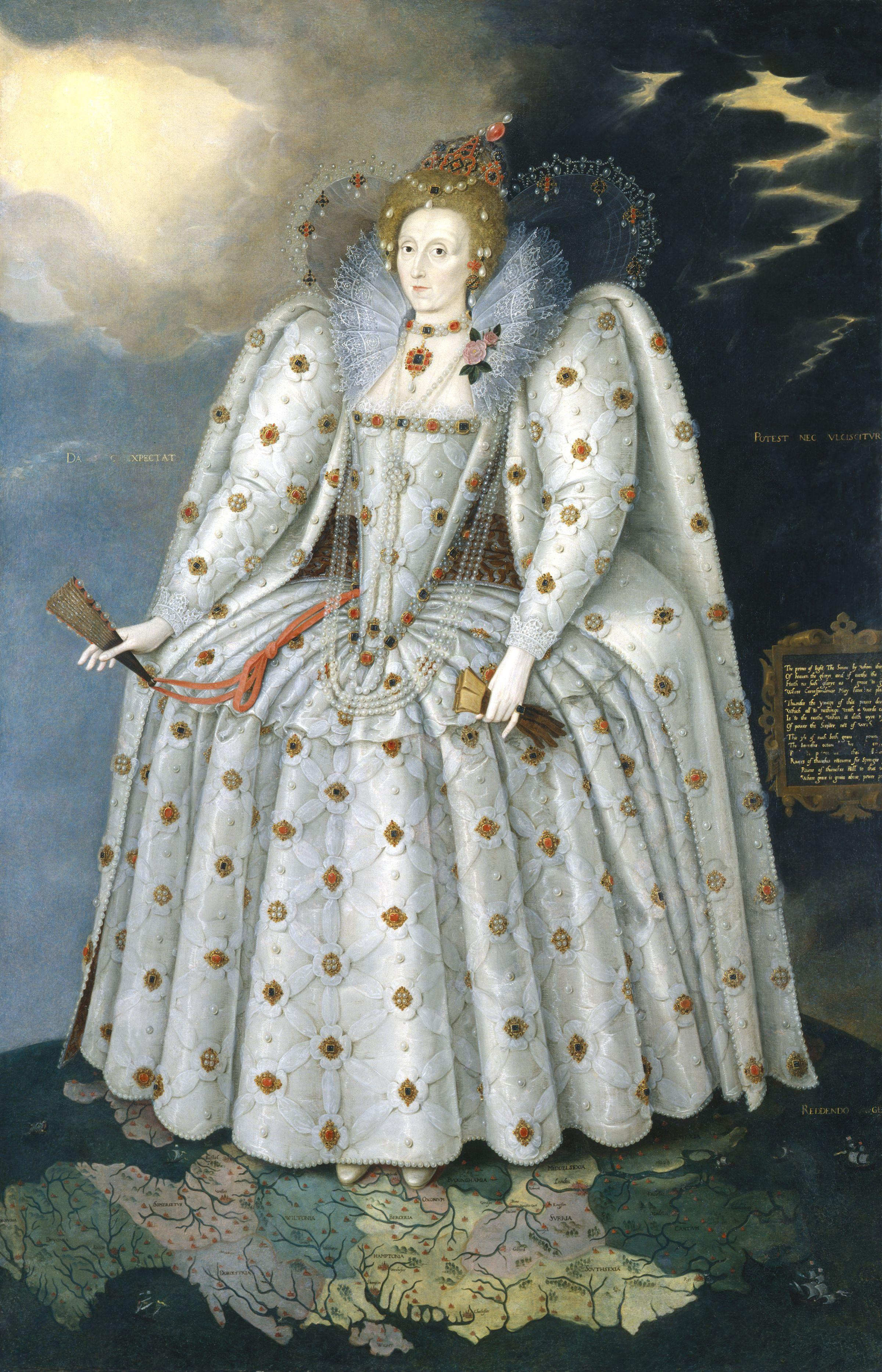
Ditchley Portrait d’Élisabeth Ire par Marcus Gheeraerts

Le roi Jacques VI et Anne de Danemark visitent Ditchley le 15 septembre 1603 avec l'ambassadeur de France et un duc, qu'Arbella Stuart appelle le « Dutchkin ». Trois armures sont fabriquées pour Sir Henry Lee par le célèbre armurerie de Greenwich et sont représentées dans l'album de dessins laissé par cet atelier. Des parties de l'armure subsistent jusqu'à nos jours. L'une des armures se trouve actuellement dans le hall de la société Armourers and Brasiers à Londres.
Il meurt le 12 février 1611.

## Mariage et enfants
Lee épouse, le 21 mai 1554, Anne Paget (d.1590), la fille de William Paget (1er baron Paget), et sa femme Anne Preston, par qui il a deux fils, John Lee et Henry Lee, tous deux morts jeunes, et une fille, Mary Lee, qui se serait enfuie avec un certain John Worsley en février 1579, mais meurt sans descendance, probablement en 1583,,.
L'épouse de Lee, Anne, est enterrée à Aylesbury, dans le Buckinghamshire, le 31 décembre 1590. Son monument est à St. Mary the Virgin, Aylesbury . Après sa mort, Lee vit ouvertement avec sa maîtresse, Anne Vavasour, autrefois l'une des dames d'atours de la reine. Anne de Danemark rend visite à Lee dans sa loge près de Ditchley connue sous le nom de "Little Rest" et parle à Anne Vavasour le 15 septembre 1608. Quelques jours plus tard, la reine envoie son bijou d'une valeur de plus de 100 £, ce qui fait plaisir à Lee de voir « sa chérie si honorée »,.
Il est le cousin du capitaine Thomas Lee, un soldat gênant au nom duquel il s'est laissé lier et qui est mis à mort en 1601 pour une implication dans la trahison du 2e comte d'Essex.
Son héritier et cousin, également Henry Lee, devient le 1er baronnet Lee de Quarendon.